# Lac de Lamar
Le lac de Lamar (en italien : lago di Lamar) est un lac alpin typique de la vallée des lacs, situé dans le sud-ouest du Trentin, à 714 m d'altitude. Il est situé entre les reliefs du nord du Monte Soprasasso, qui le séparent de la vallée sous-jacente de l'Adige (à laquelle appartient le bassin hydrographique) à l'est, et de la Paganella qui s'élève à l'ouest. En raison de sa position unique, il est donc attribuable à la fois à la vallée des lacs et au val d’Adige. 

## Accès
En partant de Trente, il faut emprunter la route nationale SS 45Bis en direction de Riva del Garda, tourner après Cadine en direction de Terlago et continuer en direction de Monte Terlago au-delà duquel se situe le lac Santo, puis le lac de Lamar. 

## Description
Il couvre 45 000 m2, n'a pas d'importants affluents ni émissaires, mais seulement de petits ruisseaux et probablement des sources submergées. A proximité se trouve le lac Santo. Il a une profondeur moyenne d’environ 4 m au nord et au sud une zone de baignade avec de l’eau d’une profondeur de 1 à 2 mètres. La flore environnante se compose principalement de hêtres et de sapins. La faune est abondante, rarement perturbée par un tourisme non invasif. 

## Curiosité

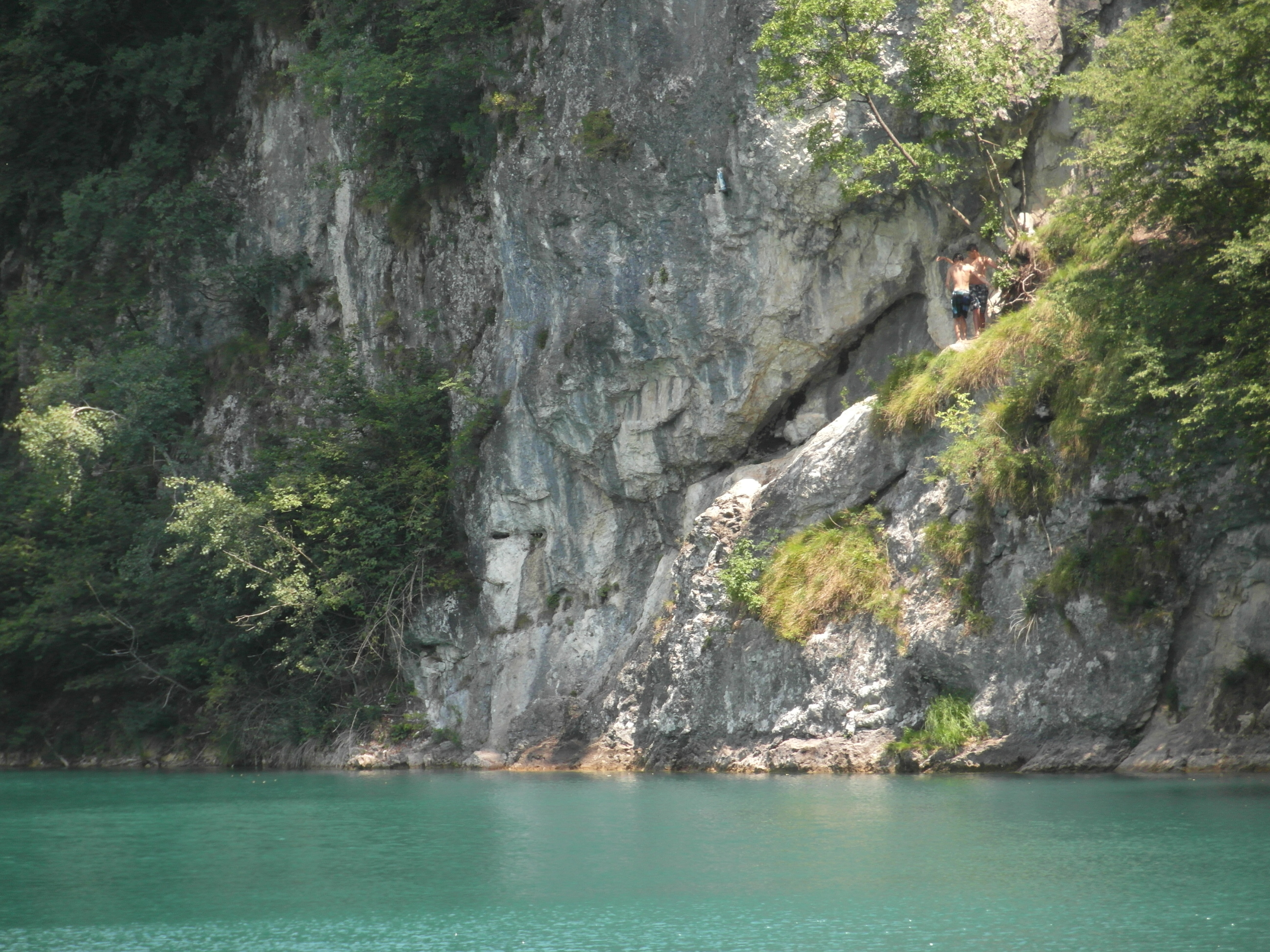
La falaise d'où il est possible de sauter.

Sur la rive sud, à une trentaine de mètres de la surface du lac, s'ouvre l'abîme de Lamar, une caverne profonde due au karst qui constitue toute la région. 
Le long des rives du lac, il est possible de plonger dans l'eau à certains endroits. 
Le lac est devenu ces dernières années une destination prisée dans le monde de la plongée technique et de loisirs, en raison des profondeurs et des conformations rocheuses d’importance géologique. Cependant, la visibilité est variable et la plupart du temps, médiocre.

### Articles externes
Description du lac sur www.trentino.com